# 船蛸
船蛸屬，是一類遠洋章魚，為船蛸科中唯一的現生屬。牠們也被稱為「紙鸚鵡螺」，指的是唯有雌性個體才能分泌的超薄卵盒，該構造與現在的鸚鵡螺不一樣，船蛸缺少填充氣體的腔室，亦並非真正的頭足綱貝殼。然而更確切地說，這項發展對船蛸而言是獨特的創新。
船蛸可見於全世界的熱帶與亞熱帶海域，棲息在開放水域。如同許多章魚一樣，牠們具有近圓球形的身體、八隻腕足而不具備肉鰭。不過，和一般章魚不同的是，船蛸生活在海水表層而不是在海床上。本屬物種具有較大的眼睛與較小的末端網狀組織。漏斗和外套膜閉鎖器是該分類單元的一項主要的判斷特徵，它在外套膜是以似結瘤的軟骨所構成，並且在漏斗處一致下降。船蛸缺少水孔，這點也與近緣關係的快蛸屬與水孔蛸屬相異。
船蛸的名稱典故來自於希臘神話當中亞哥號的英雄們（古希臘語： Argonautai）。這個神話航海故事描述希臘英雄搭乘亞哥號去尋找金羊毛。英語的意思是「在亞哥號上的水手」，正如同「宇宙中的水手」太空人被稱為是一樣的。後綴-naut本身就是水手之意。而為古希臘語的，意思正是「船員」，因為從前曾有人將船蛸想像成是使用自身的腕足在水面上航行。珍珠鸚鵡螺的名稱之後也和船蛸用相同的典故命名，不過這兩個生物雖然被稱為鸚鵡螺和紙鸚鵡螺，然而生物學上兩者歸類為不同目。

## 物體描述

### 兩性異形與繁殖
船蛸在尺寸與壽命方面顯示出極端的兩性異形。雌性成長到10公分而製造的卵盒可達30公分，然而雄性卻很少能大於2公分。雄性僅能在牠們短暫的生命中交配一次，反之雌性則能繁殖。另外，雌性自古以來便為人所知，而雄性則遲至19世紀後期才被描述。
雄性缺少背側的腕足，雌性用它來產生牠們的卵盒。雄性則有莖化腕（交接腕），用以轉移精子給雌性。在受精方面，腕足會插入雌性的外套腔，之後腕足就會自雄性身上脫離。學者最初描述時曾誤將交接腕視為寄生蟲。

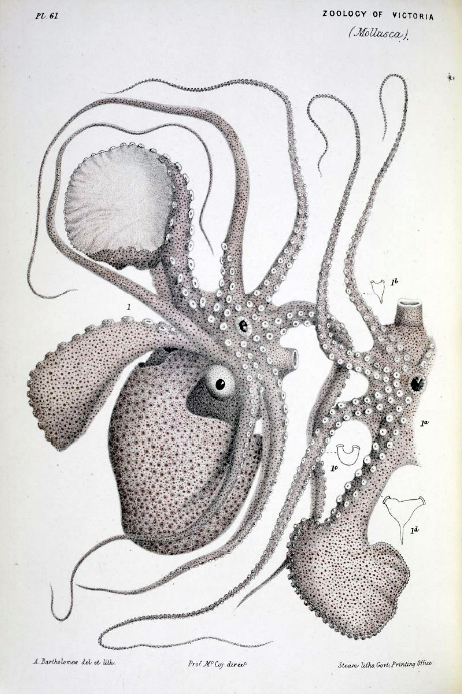
雌性瘤船蛸成體
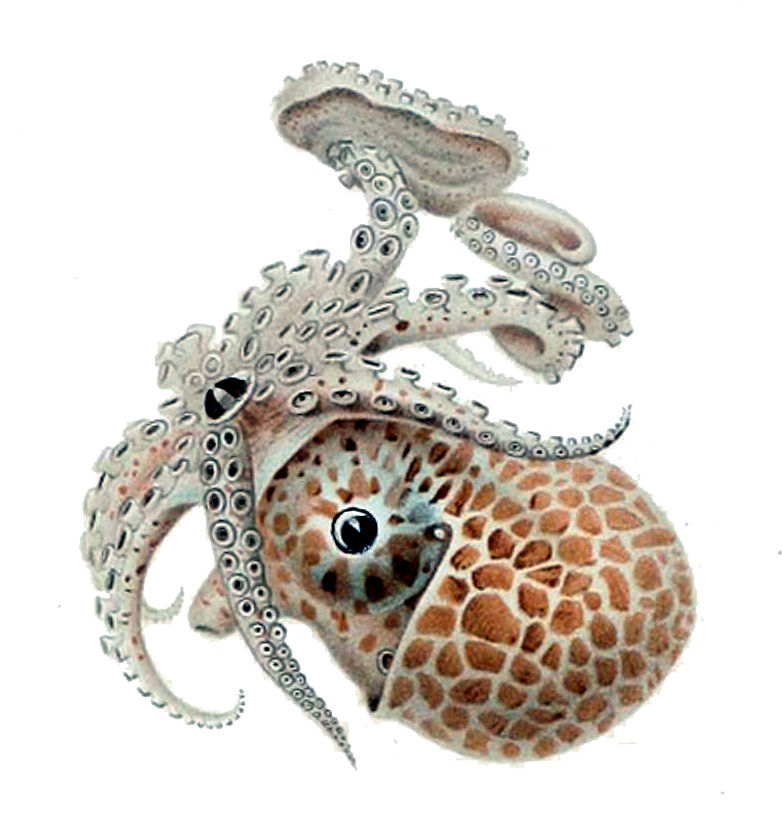
雌性闊船蛸幼體
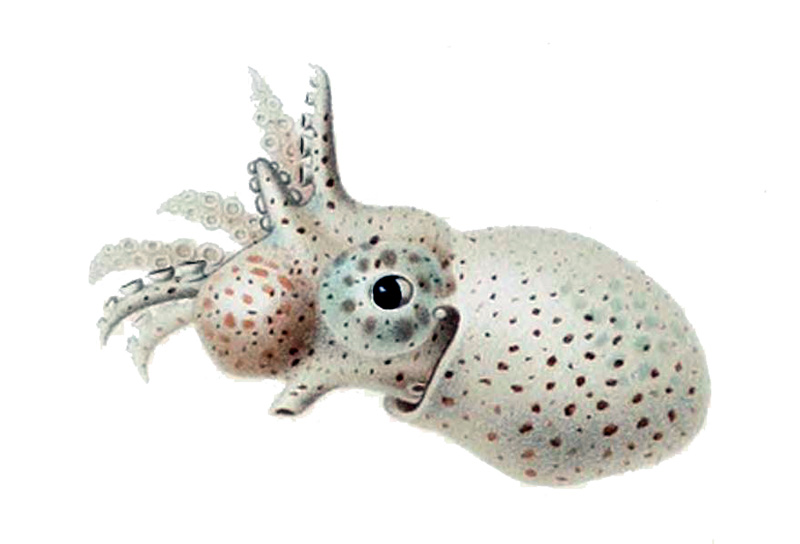
雄性闊船蛸未成熟體

### 卵盒
雌船蛸會製造一枚可供居住的兩側扁平的石灰質卵盒。這種「貝殼」具有沿著兩排互生的結瘤所構成的雙龍骨條紋。卵盒的側面是肋脈狀的稜紋，中心處兩側是平坦的或是具有翼狀突出物。卵盒奇特地酷似已滅絕的菊石螺殼。在產卵之前，由雌性的兩條背側延伸的腕足（第三左腕）頂端分泌。之後便將牠的卵放在漂浮的卵盒中，雌性在卵盒裡保護牠們，通常還有和雄性分離的交接腕。普遍可發現雌船蛸的頭部與腕足自開口伸出，但如果不安定時就會退避至殼內深處。偶爾也可以在海面上看見這些有著華麗曲線的白色卵盒，甚至有時還有雌船蛸黏著它。卵盒並非如同絕大多數的貝殼那樣僅由霰石構成，而是方解石，呈3層結構。而且比起其他頭足類螺殼含有更高的碳酸鎂（7%）比例。

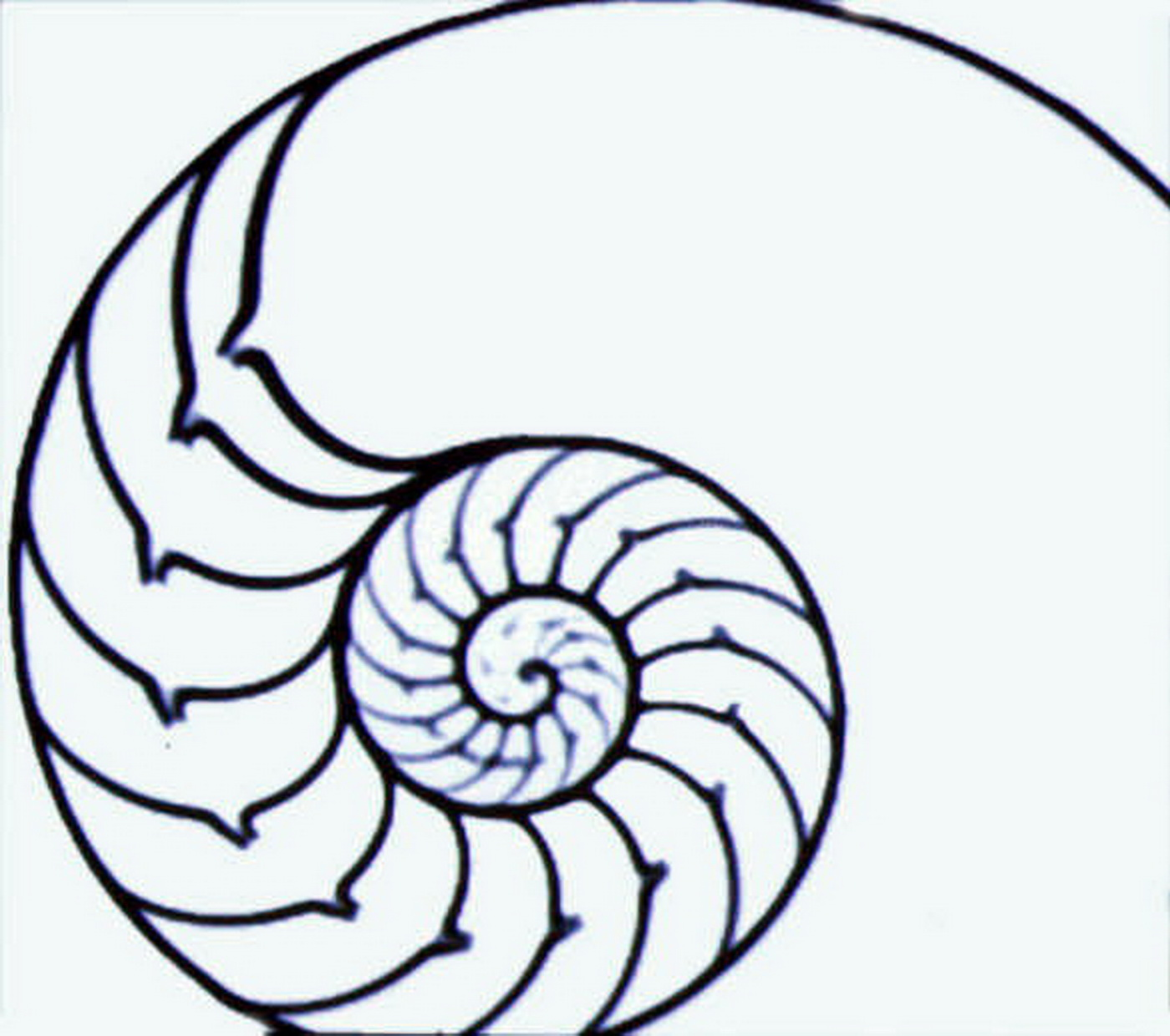
鸚鵡螺隔間的橫面掃描圖，船蛸卵盒無此特徵。

卵盒容納著用於浮力的泡狀氣體，這點與有殼頭足貝類相似，儘管它並不具備隔間的閉錐，與其他的有殼的頭足綱貝類不同。
大多數其他的章魚在洞穴中產卵；據學者推斷，菊石於白堊紀-第三紀滅絕事件絕跡之前，船蛸的始祖可能演化出利用菊石殼充當牠們的產卵處，後來演變成修補貝殼，並也許因此開始製造屬於牠們自己的殼。然而，這項推論尚未確定，也未知這是否為趨同演化的結果。
扁船蛸是本屬中體型最大的物種，也是能分泌最大卵盒大的種類，可以達到全長300毫米。最小的種類是波氏船蛸，最大紀錄尺寸僅有67毫米。

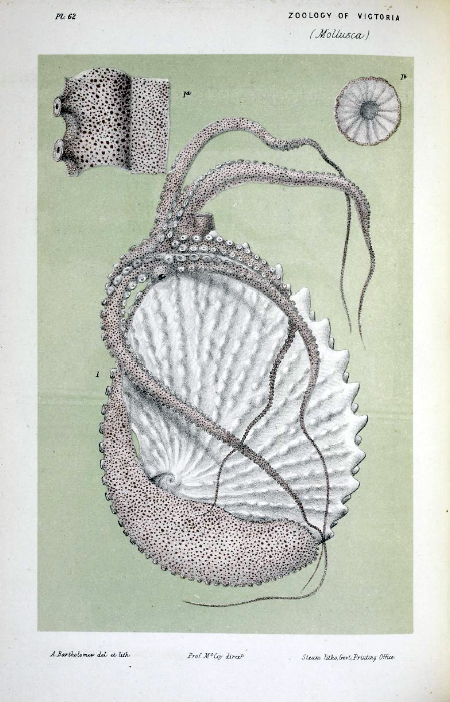
雌性瘤船蛸與牠的卵盒
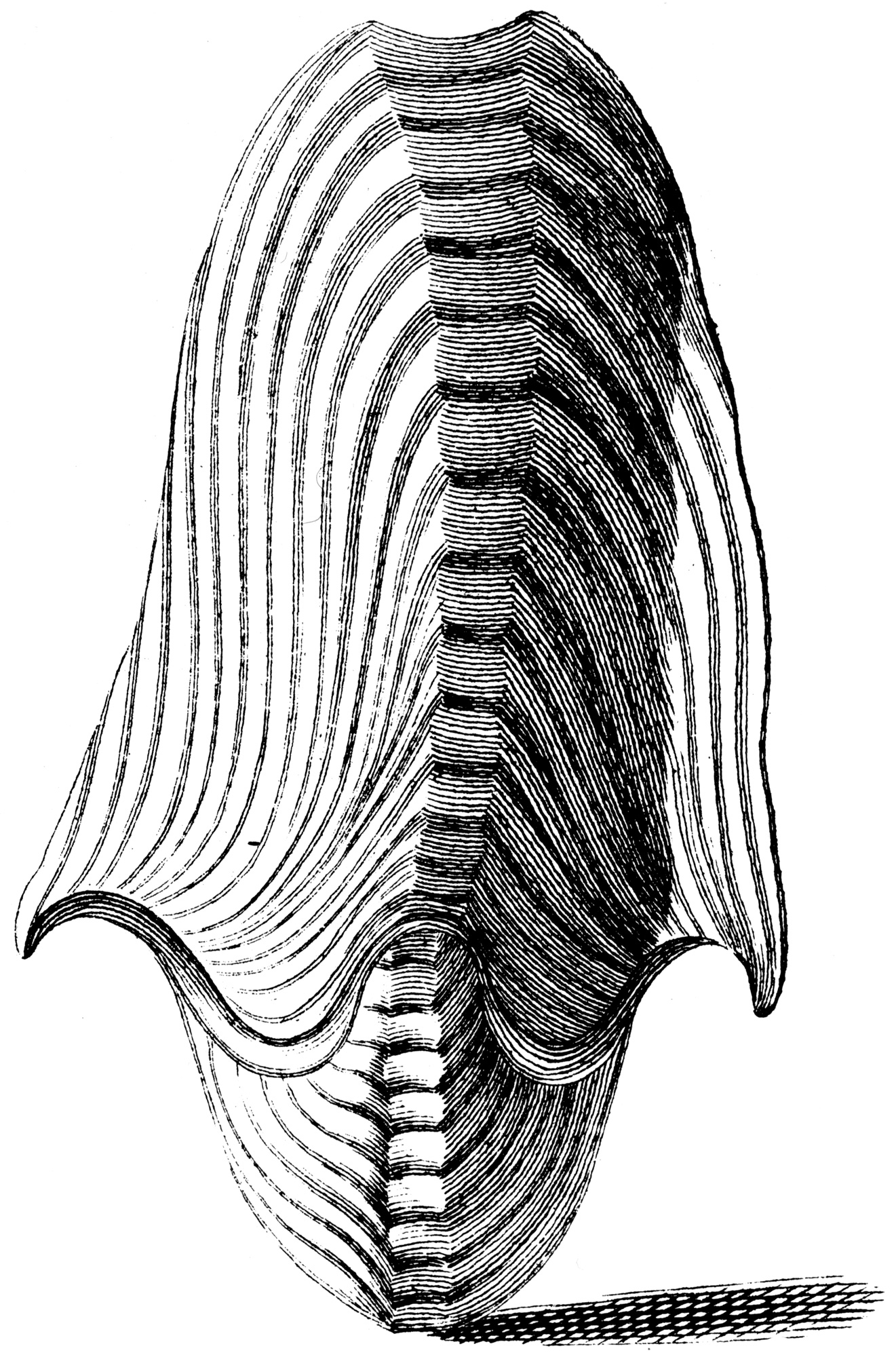
扁船蛸的卵盒
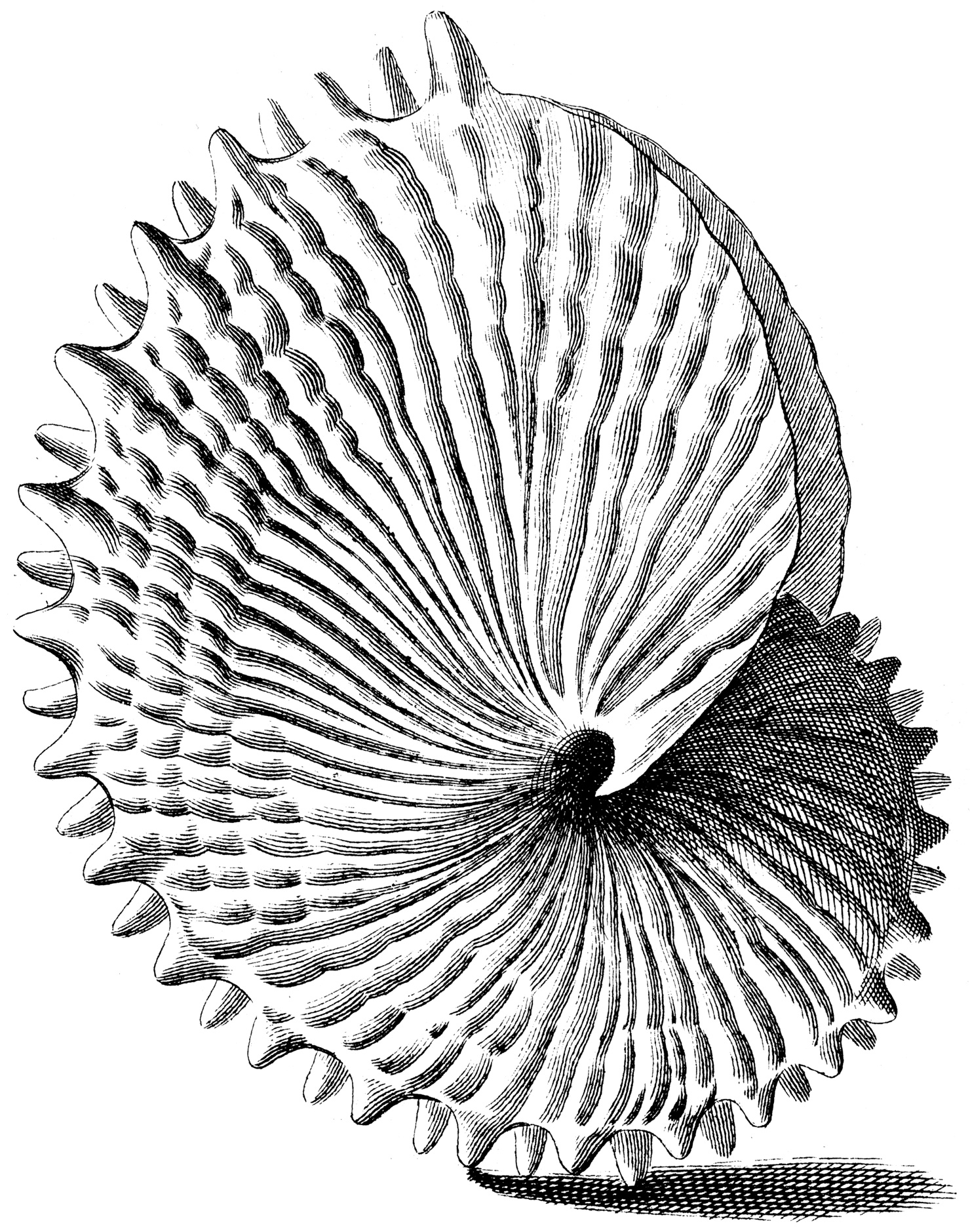
瘤船蛸的卵盒
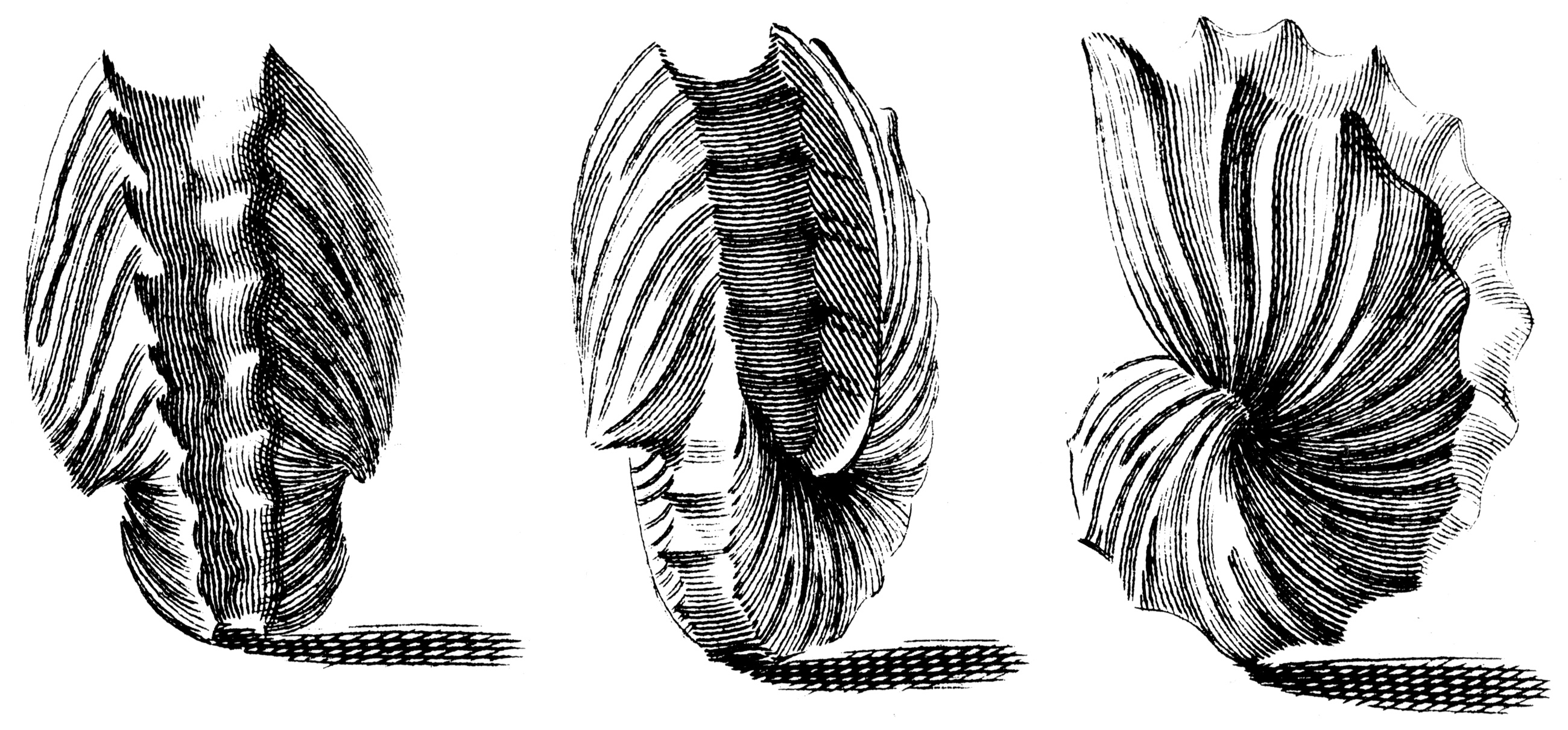
闊船蛸的卵盒

### 喙嘴
船蛸的喙嘴很特殊，由一個十分小的吻突與一處蔓延到低緣或近自由角的褶層所組成。吻突在側邊「向內收縮」，形成的喙嘴比其他章魚的要來的狹小，只有近緣單型種的快蛸屬與玻璃蛸屬例外。嘴部角度是彎曲的且有點模糊。喙嘴具有鋒利的肩狀物，不同斜面可能有或沒有後面與前面的部分。頭巾蓋缺少刻痕並且很寬、很平、也很低。頭巾處到頂端的比例（f/g）是大約2至2.4。喙嘴側壁靠近寬頂端處沒有刻痕。船蛸的喙嘴與瘤快蛸和理查氏玻璃蛸的最類似，但是相異處在比起前者有更大的「斜躺」程度，以及比後者有更彎曲的嘴部角度。

## 覓食與防禦
覓食一般發生在白晝。船蛸運用腕足攫取獵物並拖入嘴中。牠會咬住獵物，注射由唾腺分泌出的毒液。牠們以小型的甲殼類、軟體動物、水母以及紐鰓樽為食。如果獵物有殼，船蛸會以齒舌鑽入組織，注入毒物。
船蛸能夠改變牠們的顏色，與周遭環境交融在一起以便躲避掠食。牠們也會產生墨汁，當有動物來襲時就會噴射出。這種墨汁可令攻擊者的嗅覺麻痺，讓船蛸爭取時間逃走。雌性也能縮回遮蓋卵盒的網狀組織，形成一片銀色閃光，有可能嚇阻來自掠食者的攻擊。
船蛸會被鮪魚、喙魚與海豚掠食。曾在長吻帆蜥魚與鯕鰍的胃含物中紀錄過船蛸的卵盒與殘體。
有人觀察到雄性船蛸住在紐鰓樽的裡面，然而對於這項關係僅有少量已知。

## 分類
船蛸屬包含7個現生種，並已知有數個滅絕種。

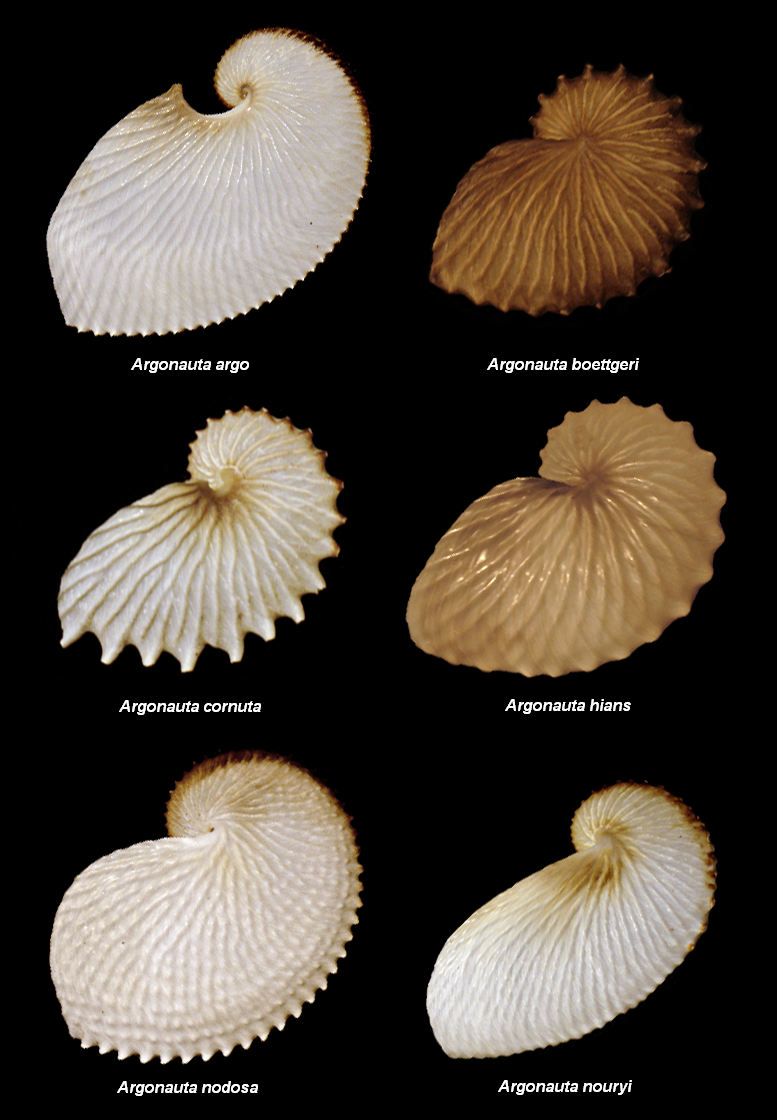
各式各樣的船蛸卵盒

†緒爾托斯船蛸 Argonauta absyrtus

扁船蛸 Argonauta argo （模式種）

波氏船蛸 Argonauta bottgeri

偏口船蛸 Argonauta cornuta*

闊船蛸 Argonauta hians

†糸魚川船蛸 Argonauta itoigawai

†約安諾姆船蛸 Argonauta joanneus

瘤船蛸 Argonauta nodosa

諾氏船蛸 Argonauta nouryi

太平洋船蛸 Argonauta pacifica*

†德永氏船蛸 Argonauta tokunagai

*物種地位值得懷疑。
已滅絕物種安房寬帶船蛸原初是歸類成船蛸屬，然而之後便移動到寬帶船蛸屬。

### 存疑或未確定的分類單元
以下敘述與船蛸科有關的分類單元是未確定的分類地位：
| 二名法與命名人引證                                     | 現今分類學地位                                                        | 模式產地                                                | 模式館藏處                                                                                          |
| ------------------------------------------------------ | --------------------------------------------------------------------- | ------------------------------------------------------- | --------------------------------------------------------------------------------------------------- |
| Argonauta arctica Fabricius, 1780                      | 未確定                                                                | 未指定；？格陵蘭Tullukaurfak                            | 未指定                                                                                              |
| Argonauta bibula Röding, 1798                          | 未確定                                                                | 未指定                                                  | 未指定                                                                                              |
| Argonauta compressa Blainville, 1826                   | 未確定                                                                | Mer de Indes                                            | 未指定； [ 其他 Blainville 的模式標本在法國國立自然史博物館（MNHN） ] [ 無報告，由 Lu 等 （1995） ] |
| Argonauta conradi Parkinson, 1856                      | 未確定地位的物種 [ 根據 Robson （1932:200） ]                         | 「太平洋新南塔克特」                                    | 未指定                                                                                              |
| Argonauta cornu Gmelin, 1791                           | 未確定                                                                | 未指定                                                  | 未指定；倫敦林奈學會（LS）?                                                                         |
| Argonauta cymbium Linne, 1758                          | 非頭足綱；有孔蟲的殼 [ 根據 Von Martens （1867:103） ]                |                                                         | |
| Argonauta fragilis Parkinson, 1856                     | 未確定地位的物種 [ 根據 Robson （1932:200） ]                         | 未指定                                                  | 未指定                                                                                              |
| Argonauta geniculata Gould, 1852                       | 未確定地位的物種 [ 根據 Robson （1932:200） ]                         | 靠近巴西里約熱內盧的甜麵包山（Sugarloaf Mountain）      | 模式樣本無存 [ 根據 Johnson （1964:32） ]                                                           |
| Argonauta maxima Dall, 1871                            | 無資格名                                                              |                                                         | |
| Argonauta navicula Lightfoot, 1786                     | 存疑物種 [ 根據 Rehder （1967:11） ]                                  | 未指定                                                  | 未指定                                                                                              |
| Argonauta rotunda Perry, 1811                          | 非頭足綱；一種龍骨板螺（Carcinaria sp.） [ 根據 Robson （1932:201） ] |                                                         | |
| Argonauta rufa Owen, 1836                              | 地位未定 [ 根據 Robson （1932:181）]                                  | 「印度洋」 [ 「南太平洋」，根據 Owen （1842:114） ]     | 未指定；皇家外科醫學院博物館？正模標本                                                              |
| Argonauta sulcata Lamarck, 1801                        | 無資格名                                                              |                                                         | |
| Argonauta tuberculata f. aurita Von Martens, 1867      | 未確定                                                                | 未指定                                                  | 柏林洪堡大學自然史博物館（ZMB）                                                                     |
| Argonauta tuberculata f. mutica Von Martens, 1867      | 未確定                                                                | 巴西沿岸                                                | 柏林洪堡大學自然史博物館的正模標本                                                                  |
| Argonauta tuberculata f. obtusangula Von Martens, 1867 | 未確定                                                                | 未指定                                                  | 柏林洪堡大學自然史博物館的綜模標本                                                                  |
| Argonauta vitreus Gmelin, 1791                         | 未確定                                                                | 未指定                                                  | 未指定；倫敦林奈學會?                                                                               |
| Octopus (Ocythoe) raricyathus Blainville, 1826         | 未確定 [ 船蛸屬？ ]                                                   | 未指定                                                  | 法國國立自然史博物館正模標本；標本無存 [ 根據 Lu 等（1995:323） ]                                   |
| Ocythoe punctata Say, 1819                             | 一種船蛸（Argonauta sp.） [ 根據 Robson （1929d:215） ]               | 大西洋靠近北美洲沿岸（來自海豚的胃含物）                | 未指定；費城自然科學研究院（ANSP）？正模標本 [ 未考查，由 Spamer 與 Bogan（1992）]                  |
| Tremoctopus hirondellei Joubin, 1895                   | 船蛸屬或快蛸屬 [ 根據 Thomas （1977:386） ]                           | 44°28′56″N 46°48′15″W / 44.48222°N 46.80417°W（大西洋） | 摩納哥海洋博物館（MOM）正模標本 [ 產地 151 ] [ 根據 Belloc （1950:3） ]                             |

## 圖案

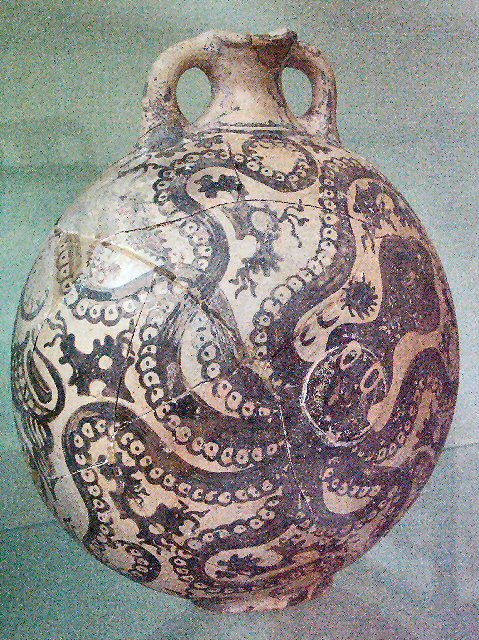
海洋風格容器上的船蛸或章魚

船蛸是一些古典與現代藝術以及裝飾體裁的靈感來源，包括用於陶器和建築要素。一些早期的例子則可發現始於克里特島的米諾斯文明藝術。有一類又稱「雙船蛸」（double argonaut）的變異圖案也可見於米諾斯文明的珠寶。

## 文學與詞源學

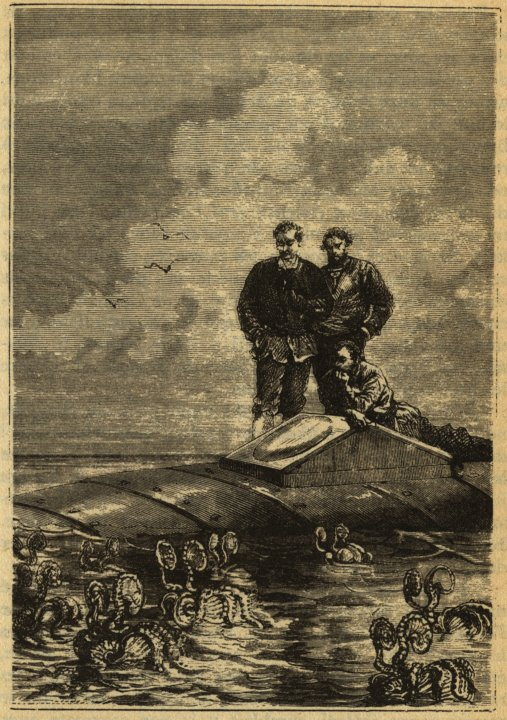
小說中的鸚鵡螺號被船蛸群圍繞著。

- 小說《海底兩萬里》中，船蛸是很有特色的，因著牠們使用身上的腕足航行的本領而出名。這項能力目前尚未被證實。
- 在瑪麗安·穆爾（Marianne Moore）的一首詩《紙鸚鵡螺》（"The Paper Nautilus"）中也有敘述一隻雌船蛸[17]
- 小說《海角一樂園》中有撈獲紙鸚鵡螺。[18]
- 一種鼠耳芥屬的變種便是以船蛸的名稱命名的，而且由此延伸成Argonaute蛋白。